# Tanjung Rhu
Tanjung Rhu is een bestuurslaag in het regentschap Pekanbaru van de provincie Riau, Indonesië. Tanjung Rhu telt 16.351 inwoners (volkstelling 2010).